# 1745
1745 (MDCCXLV) fue un año común comenzado en viernes según el calendario gregoriano.

## Acontecimientos
- 1 de abril: La emperatriz María Teresa I de Austria decreta la expulsión de los judíos de Praga.
- 1 de mayo: España, Francia, Nápoles y Génova se alían según el tratado de Aranjuez.
- 11 de mayo: Se da la Batalla de Fontenoy donde Francia vence una coalición del Reino Unido, Hannover y Austria.
- 19 de agosto: Rebelión Jacobita
- 11 de Octubre: En la ciudad alemana de Leyden, el clérigo Ewald Jurgen von Kleist presenta un invento que permite almacenar cargas eléctricas y que se conocerá como "botella de Leyden", primer tipo de condensador[1]

## Nacimientos
- 6 de enero: Jacques-Étienne Montgolfier, pionero de la aviación en Francia. (f. 1799).
- 16 de enero: Antonio José de Cavanilles, botánico y científico español (f. 1804).
- 18 de febrero: Alessandro Volta, Físico científico y creador de la primera batería eléctrica. (f. 1827).
- 8 de mayo: Carl Stamitz, violinista y compositor alemán (f. 1801).
- 12 de octubre: Félix María de Samaniego, poeta español, famoso autor de fábulas.
- 12 de diciembre: John Jay, político y jurista estadounidense.
- Joaquín Toesca, arquitecto italiano.

## Fallecimientos
- 19 de octubre: Jonathan Swift, escritor irlandés (n. 1667).